# Aimé Lepercq
Aimé Marie Antoine Lepercq (Collonges-au-Mont-d'Or, 2 settembre 1889 – Lilla, 9 novembre 1944) è stato un politico, partigiano, militare, ingegnere e dirigente d'azienda francese.

## Biografia
Laureato in ingegneria all'École polytechnique e specializzatosi all'École nationale supérieure des mines de Paris, dopo aver servito nell'esercito nel corso della prima guerra mondiale, guadagnandosi la Legion d'onore, divenne un imprenditore e dirigente d'azienda. Tra il 1923 ed il 1929 lavorò in Cecoslovacchia, diventando tra l'altro amministratore delegato di Škoda.
Venne richiamato alle armi nel 1939, e fu impiegato come chef d'escadron dell'artiglieria nella campagna di Francia; rifiutò di deporre le armi, nonostante gli ordini dei superiori, fino all'entrata in vigore del secondo armistizio di Compiègne. Fu arrestato nel giugno 1940, e liberato nel successivo mese di ottobre.
Divenuto presidente del Comité d'organisation des combustibles minéraux solides, ne venne allontanato nel 1943, per la sua opposizione alle politiche di Pierre Laval. Da quel momento si impegnò nella resistenza francese, dapprima nei quadri dell'Organisation Civile et Militaire (di cui divenne capo a partire dal febbraio del 1944), quindi - dal settembre 1943 al suo arresto da parte della Gestapo l'8 marzo 1944 - come capo militare delle Forces Françaises de l'Intérieur.
Venne liberato il 17 agosto 1944, approfittando del caos che regnava nell'amministrazione tedesca e dopo la liberazione di Parigi fu incaricato del comando militare dell'Hôtel de Ville.
Charles de Gaulle lo volle come ministro delle finanze del Governo provvisorio della Repubblica francese. Morì in un incidente automobilistico a Lille il 9 novembre 1944, ed il 29 dicembre successivo venne insignito dell'Ordre de la Libération.